# Horex 1400 TI
Die Horex 1400 TI ist ein Motorradmodell des ehemaligen deutschen Motorradherstellers Münch, das ab 1978 angeboten wurde. Drei Stück wurden gebaut.

## Geschichte und Technische Informationen
Nach der Übernahme der Einzelfertigung der Münch-Motorräder durch Heinz W. Hehnke erwarb der ehemalige Besitzer Friedel Münch in Nidderau die Markenrechte des Motorradherstellers Horex. 
Die Horex 1400 TI hat einen quer eingebauten NSU-Motor mit Saugrohreinspritzung und Abgasturbolader, der bei einem Ladedruck von 0,55 bar eine Leistung von 103 kW/140 PS (seit 1981 mit 74 kW/100 PS angegeben) erreicht und dem Motorrad nach Werksangaben eine Höchstgeschwindigkeit von 250 km/h ermöglicht. Wie bei den vorhergehenden Münch-Motorrädern ist es der hubraumvergrößerte Vierzylinderreihenmotor des NSU TT. Über eine Kette wird das Hinterrad angetrieben. Die Zündung ist kontaktlos elektronisch. Vorne hat das Motorrad eine Doppelscheibenbremse, hinten eine Scheibenbremse. Der Radstand beträgt 1520 mm. Die Horex 1400 TI wiegt fahrfertig 296 kg, der Kraftstofftank fasst 36 Liter. 1978 betrug der Neupreis des Motorrads 35.000 D-Mark.